# Saša Filipenko
Saša Filipenko (Minsk, 12 luglio 1984) è uno scrittore, giornalista e conduttore televisivo bielorusso.
I suoi libri sono stati tradotti in oltre 15 lingue.

## Biografia
Saša Filipenko è nato a Minsk, nell'allora Unione Sovietica, in una famiglia russo-ucraina.
Dopo aver completato gli studi superiori e frequentato corsi universitari presso l'Università Umanistica Europea della capitale bielorussa, conseguì una laurea in letteratura presso l'Università statale di San Pietroburgo nel 2007.
Dal 2009 al 2011 lavorò per il canale televisivo russo Pervy Kanal, poi per le reti indipendenti Dozhd e RTVi.
Durante la cosiddetta rivoluzione delle ciabatte, Filipenko fu autore di numerosi articoli nei quali criticò aspramente il regime di Aleksandr Grigor’evič Lukašenko .
Nel 2021 scrisse una lettera aperta al presidente della Federazione internazionale di hockey su ghiaccio, dichiarandosi contrario all'organizzazione del Campionato mondiale di hockey su ghiaccio in Bielorussia, competizione poi disputatasi in Lettonia per motivi di sicurezza .
Nello stesso anno rivolse un appello al Comitato internazionale della Croce Rossa, chiedendo che l'organizzazione umanitaria intervenisse ispezionando le carceri bielorusse, nelle quali i prigionieri politici furono reclusi e torturati a seguito delle proteste. La lettera, indirizzata a Peter Maurer, fu pubblicata sul quotidiano elvetico Neue Zürcher Zeitung .
Durante l'invasione russa dell'Ucraina, ha pubblicato un articolo sul quotidiano britannico The Guardian sui retroscena della guerra in corso e sulla "questione familiare disfunzionale" tra Bielorussia, Russia e Ucraina.

## Opere
- Бывший сын (Ex figlio), 2014
- Замыслы (Piani), 2015
- Травля (Bullismo), 2016
- Красный крест (Croci rosse), 2017
- Возвращение в Острог (Ritorno a Ostroh), 2019
- Кремулятор (Frantumatore), 2022

Edizioni in lingua italiana
- Croci rosse, (Edizioni E/O, 2021), traduzione di Красный крест.
- Ex figlio, (Edizioni E/O, 2022), traduzione di Бывший сын.